# Holger Petzold
Holger Petzold (Owschlag, 1944) è un attore tedesco.

## Biografia
Nato in Germania, passa l'infanzia in Brasile. Ritornato in Germania vivrà ad Amburgo dove studierà recitazione, verrà poi ingaggiato dal Contra-Kreis-Theater di Bonn, dal Schlosspark Theater di Berlino e dal Komödie Düsseldorf.
Fin dagli anni '60 Petzold reciterà in diverse serie televisive come La clinica della Foresta Nera, Polizeiinspektion 1, Der Alte e L'ispettore Derrick.
Holger Petzold vive con la famiglia a Mallorca.

## Filmografia
- 1968: Layout
- 1969: Polizeifunk ruft – Blüten auf St. Pauli
- 1970: Die Barrikade
- 1972: Squadra speciale K1 (Sonderdezernat K1) – Mord im Dreivierteltakt
- 1974: Unter Ausschluß der Öffentlichkeit – Kindesaussetzung
- 1974: Der Tote vom Sarntal
- 1974: Macbeth
- 1975: Die schöne Marianne
- 1976: Der Anwalt – Ein Rocker
- 1976: Tatort – Zwei Leben
- 1977: Achsensprung
- 1977: Das Gesetz des Clans
- 1978–1997: L'ispettore Derrick (23 ep.)
- 1978: SOKO München – Eine Leiche für Göttmann
- 1978: Kläger und Beklagte – Schuldunfähig
- 1979–1994: Der Alte (15 ep.)
- 1980: Der ganz normale Wahnsinn – Zwölftes Kapitel
- 1980–1988: Polizeiinspektion 1 (7 ep.)
- 1981: Frau über Vierzig – Tochter einer Mutter
- 1981: SOKO München – Knastdealer
- 1983: Tiefe Wasser
- 1983: Unsere schönsten Jahre (2 ep. Filialleiter Zöpf)
- 1984: Verkehrsgericht – Christine F. verließ den Unfallort
- 1985–1986: La clinica della Foresta Nera (10 ep. Dr. Rens)
- 1985: Tatort – Schicki-Micki
- 1986: Die Wächter – Unfälle passieren eben
- 1986: Väter und Söhne
- 1987: SOKO München – Der vierte Mann
- 1989: Feuersturm und Asche
- 1990: Heidi und Erni – Der verlorene Großvater
- 1990: Ein Rebell wird geschmiedet
- 1994: Lutz & Hardy – Zwei Schlitzohren auf Gangsterjagd
- 1995: Forsthaus Falkenau – Die Intrige
- 1997: Frauenarzt Dr. Markus Merthin – Liebe, längst vergessen
- 1997: Geisterjäger John Sinclair: Die Dämonenhochzeit
- 1997: Dr. Stefan Frank – Der Arzt, dem die Frauen vertrauen – Wenn eine Kinderseele weint
- 1998: Die Straßen von Berlin – Terror
- 1999: Die Straßen von Berlin – Das rote Pulver
- 2007: Yo